# Raid (Insektenspray)
Raid ist eine internationale Marke von S. C. Johnson & Son für verschiedene Insektenspray-Produkte. Raid zählt zu den meistverkauften Insektizidprodukten weltweit.

Eine Dose Raid-Insektenspray

Zum Sortiment gehören diverse Sprays gegen fliegende und kriechende Insekten, Köderdosen, Mottenpapier, Produkte gegen Lebensmittelschädlinge, Fliegenfänger und Elektroverdampfer gegen Mücken und Insekten.

## Geschichte
Anfang der 1950er Jahre brachte das Unternehmen Böhme Fettchemie die Marke Paral auf den deutschen Markt. 1963 wurde die Marke Paral an die Thompson Group verkauft; diese ist seit 1992 im Besitz des US-amerikanischen Unternehmens S. C. Johnson & Son. Seit 2007 hat die Firma S. C. Johnson & Son im Zuge der internationalen Harmonisierung ihrer Marken und des damit einhergehenden verbesserten internationalen Erkennungswerts die Marke Paral in Raid umbenannt.
Ebenso wurde die alte österreichische Marke tus übernommen; 2013 hießen die Produkte in Österreich noch tus/Raid, seit 2014 nur mehr Raid. Der alte Werbespruch „Tus macht Schluss mit lästigen Insekten“ wurde in Österreich zur Redewendung.

## Wirkstoffe
Ursprünglich enthielt das Paral-Puder gefährliche und bedenkliche Inhaltsstoffe wie DDT und Lindan. Heutzutage sind stattdessen moderne Pyrethroide (Prallethrin, Phenothrin) enthalten. Pyrethroide wirken als Kontaktgifte bei Insekten, die die spannungsabhängigen Natriumkanäle in den Nervenmembranen irreversibel blockieren, so dass sie vom offenen Zustand aus nicht wieder geschlossen werden können. Durch die Blockierung der Natriumkanäle kommt es zu einer spastischen Lähmung der Insekten und einem schnellen immobilisierenden Effekt, der noch vor dem Tod eintritt und als „knockdown“ bezeichnet wird. Pyrethroide sollten im Innenraum äußerst restriktiv angewandt werden. Aquarien, Terrarien oder Tierkäfige sollten vor der Benutzung abgedeckt oder entfernt werden.